# Gerry Weber

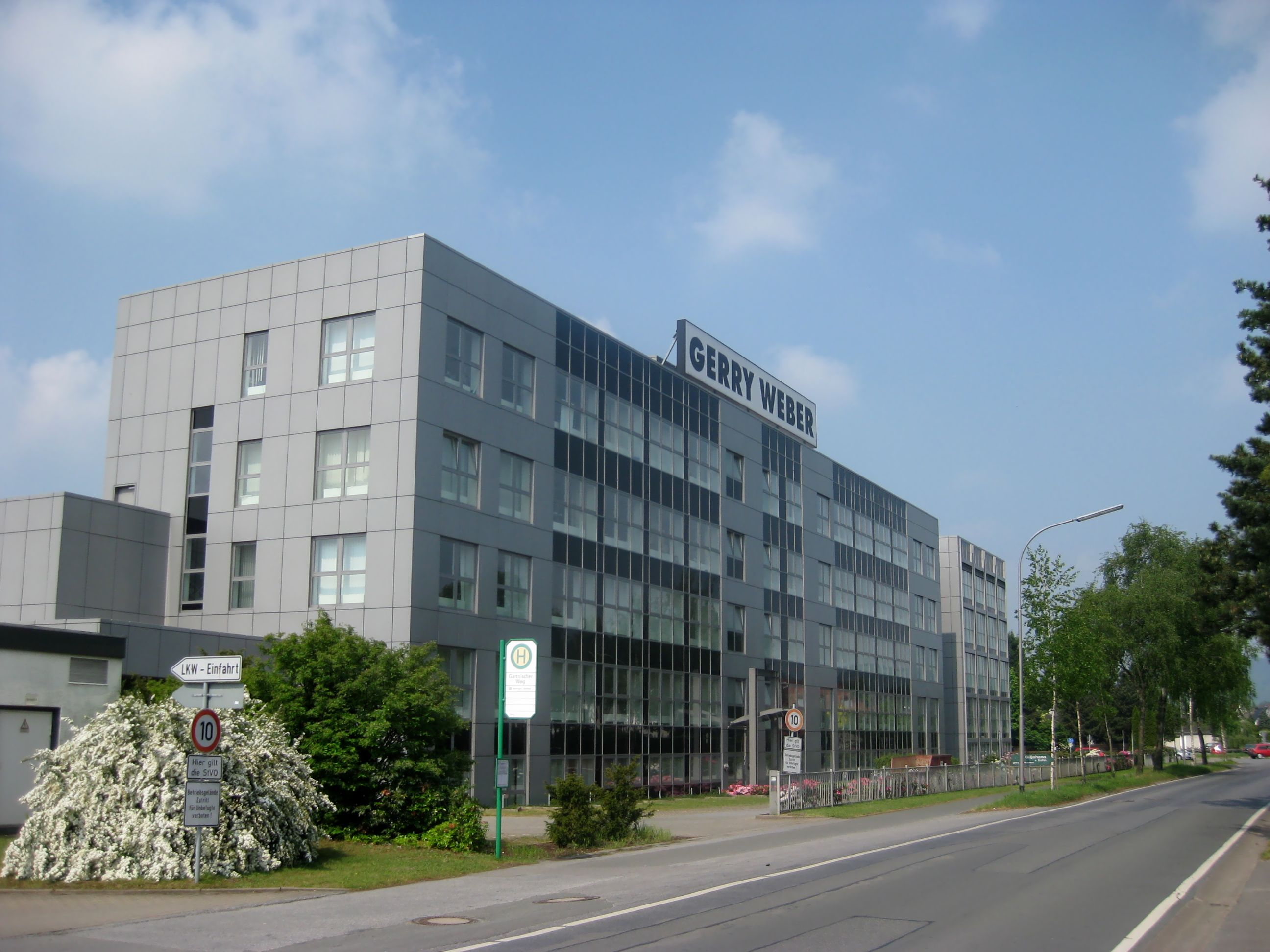

Gerry Weber är ett tyskt företag i textil- och designbranschen beläget i Halle i delstaten Nordrhein-Westfalen.
Gerry Weber har butiker runt om i Tyskland och säljer modekläder.